# Kung Fu Panda 3
Kung Fu Panda 3  je americko-čínský animovaný komediální film z roku 2016, produkovaný DreamWorks Animation a distribuovaný 20th Century Fox. Je třetím filmem série Kung Fu Panda a sequelem Kung Fu Panda 2. Snímek režírovali Jennifer Yuh Nelson a Alessandro Carloni. Jack Black, Dustin Hoffman, Angelina Jolie, Lucy Liu, Seth Rogen, David Cross, Jackie Chan a James Hong si zopakovali své role z předchozího filmu. K obsazení se připojili Bryan Cranston, J. K. Simmons a Kate Hudson.
V Číně byl film promítán od 23. ledna 2016, ve Spojených státech amerických od 29. ledna a v České republice od 17. března 2016. Snímek získal pozitivní reakce od kritiků a vydělal přes 521 milionů dolarů.

## Obsazení
| Jack Black            | Po               |
| Bryan Cranston        | Li Shan          |
| Dustin Hoffman        | Mistr Shifu      |
| Angelina Jolie        | Mistryně Tygřice |
| J. K. Simmons         | Kai              |
| Seth Rogen            | Mistr Kudlanka   |
| David Cross           | Mistr Jeřáb      |
| Lucy Liu              | Mistryně Zmije   |
| Jackie Chan           | Mistr Opičák     |
| James Hong            | pan Ping         |
| Kate Hudson           | Mei Mei          |
| Randall Duk Kim       | Mistr Oogway     |
| Jean-Claude Van Damme | Mistr Krokodýl   |
| Fred Tatasciore       | Mistr Medvěd     |
| Stephen Kearin        | Mistr Slepička   |
| Steele Gagnon         | Bao              |
| Barbara Dirikson      | Babička Panda    |
| Al Roker              | Dim              |
| Willie Geist          | Sum              |
| Radzi Chinyanganya    | Mi               |
| Pax Jolie-Pitt        | Yoo              |
| Knox Jolie-Pitt       | Ku Ku            |
| Zahara Jolie-Pitt     | Meng Meng        |
| Shiloh Jolie-Pitt     | Shuai Shuai      |
| Liam Knight           | Lei Lei          |
| Lindsay Russell       | Peony            |

### Dabing
| Ondřej Brzobohatý | Po               |
| Pavel Šrom        | Li Shan          |
| Petr Pelzer       | Mistr Shifu      |
| Regina Řandová    | Mistryně Tygřice |
| Zdeněk Maryška    | Kai              |
| Michal Holán      | Mistr Kudlanka   |
| Libor Bouček      | Mistr Jeřáb      |
| Martina Šťastná   | Mistryně Zmije   |
| Filip Švarc       | Mistr Opičák     |
| Bohuslav Kalva    | pan Ping         |
| Kateřina Šildová  | Mei Mei          |
| Karel Gult        | Mistr Oogway     |
| Tomáš Juřička     | Mistr Medvěd     |
| Petr Lexa         | Mistr Slepička   |
| Jonáš Zima        | Bao              |
| Hana Talpová      | Babička Panda    |
| Pavel Vondra      | Dim              |
| Tomáš Juřička     | Sum              |
| Mariana Franclová | Ku Ku            |
| Zahara Jolie-Pitt | Meng Meng        |
| Lucie Novotná     | Shuai Shuai      |

## Produkce
v roce 2010 prezident DreamWorks Animation Jeffrey Katzenberg oznámil, že série Kung Fu Panda má v plánu šest filmů. V červenci 2012 byl Kung Fu Panda 3 oficiálně potvrzený Billem Damaschkem. Hudbu k filmu složil Hans Zimmer. Skupina The Vamps pro film nazpívala písničku „Kung Fu Fighting“.

## Přijetí

### Tržby
Film vydělal 143,5 milionů dolarů v Severní Americe a 377,6 milionů dolarů v ostatních oblastech, celkově tak vydělal 521,2 milionů dolarů po celém světě. Rozpočet filmu činil 145 milionů dolarů. V Severní Americe byl oficiálně uveden 29. ledna 2016, společně s filmy Do posledního dechu a Padesát odstínů černé. Za první promítací den snímek utržil 10,5 milionů dolarů. Mezinárodně film za první víkend vydělal 75,7 milionů dolarů, z toho 58,3 milionů dolarů pocházelo z Číny.

### Recenze
Film získal pozitivní recenze od kritiků. Na recenzní stránce Rotten Tomatoes získal z 149 započtených recenzí 87 procent s průměrným ratingem 6,8 bodů z deseti. Na serveru Metacritic snímek získal z 34 recenzí 66 bodů ze sta. Na Česko-Slovenské filmové databázi snímek získal 71%.